# Max von Millenkovich

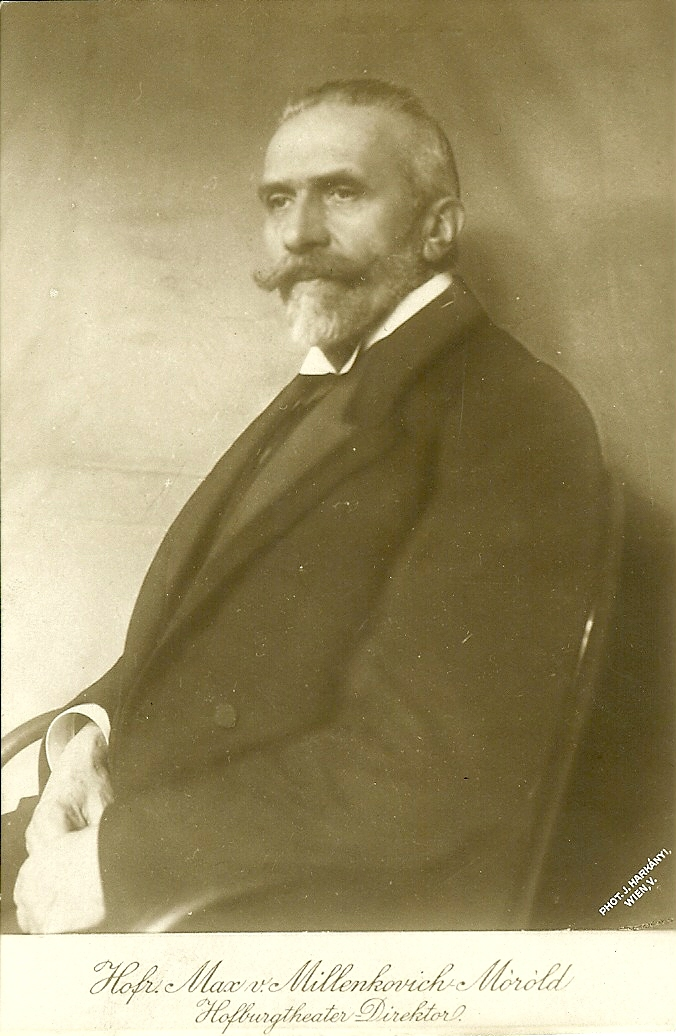
Max von Millenkovich

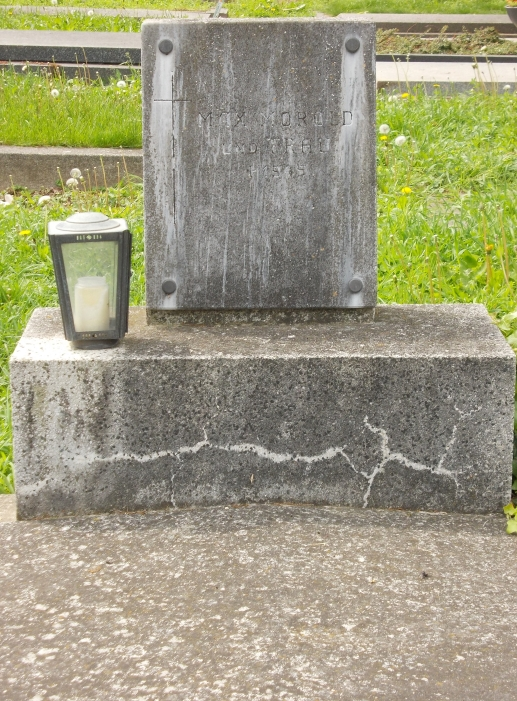
Grabstätte von Max Millenkovich

Max von Millenkovich (pseud. Max Morold) (* 2. März 1866 in Wien; † 5. Februar 1945 in Baden bei Wien) war ein österreichischer Musikschriftsteller und von 1917 bis 1918 Direktor des k.k. Hofburgtheaters (Wiener Burgtheater).

## Leben
Max von Millenkovich war der Sohn des Schriftstellers Stephan von Millenkovich und der Bruder von Benno von Millenkovich. Er arbeitete als Beamter im Kunstministerium und als Schriftsteller unter dem Pseudonym Max Morold. Im Jahr 1917 wurde er als Nachfolger von Hugo Thimig zum Direktor des k.k. Hofburgtheaters ernannt.
Erwähnenswert aus seiner kurzen Direktionszeit ist das Engagement des Volksschauspielers Alexander Girardi an das Burgtheater. 1918 führte er mit Girardi als Fortunatus Wurzel erstmals an der Burg Ferdinand Raimunds Der Bauer als Millionär auf. Kaiser Karl I. hatte dem Burgtheater eine besondere kulturelle Rolle bei seinem Wunsch nach einem Zusammenhalt des Vielvölkerstaates zugedacht. Der deutschnational gesinnte Millenkovich wurde deshalb abgesetzt.
Seit 1930 war Millenkovich Wiener Korrespondent des Völkischen Beobachters, 1931 wurde er Vorstandsmitglied im völkisch gesinnten, antisemitischen Kampfbund für deutsche Kultur, Landesleitung Österreich. Nach eigenem Bekunden gehörte er seit 1. November 1932 der österreichischen NSDAP an (Mitgliedsnummer 1.305.829). Nach dem Parteiverbot 1933 wurde er Mitglied im Reichsverband Deutscher Schriftsteller. In der Zeit bis 1938 schrieb er ein Werk über Cosima Wagner. Nach dem Einmarsch der Nationalsozialisten in Österreich publizierte er die Bücher Richard Wagner in Wien und Dreigestirn (Wagner – Liszt – Bülow). 1941 publizierte er seine Memoiren unter dem Titel Vom Abend bis zum Morgen, worin er Adolf Hitler als „Verkörperung dessen, was wir selbst, zwischen Ahnung und Erkenntnis, ersehnten und erstrebten“ bezeichnete. Im selben Jahr wurde er mit der Goethe-Medaille für Kunst und Wissenschaft ausgezeichnet.
Er wurde auf dem Wiener Zentralfriedhof (Gruppe 15H, Reihe 2, Nummer 27) beerdigt.

## Werke (Auswahl)
- Max Morold: Anton Bruckner. Leipzig 1912 (2. Aufl. 1920), online

## Auszeichnungen und Ehrungen
- 1941 Ehrenring der Stadt Wien